# 狐音日和
狐音日和（きつねびより）は日本の女性アイドルグループ。アパレルブランド狐音日和と株式会社フレオマネジメント（現：FreoMotto）との業務提携により誕生。

## 概要
アパレルブランド狐音日和と株式会社フレオマネジメントが業務提携により誕生した。
プロデューサーはyoshi。同事務所所属アイドルグループ、手羽先センセーションの映像脚本を担当。
2021年3月22日解散。

## メンバー
| 名前       | 読み         | あだ名     | メンバーカラー |
| ---------- | ------------ | ---------- | -------------- |
| 松井ななせ | まついななせ | なぁせ     | 黄色           |
| 吉木くるみ | よしきくるみ | よっちゃん | ピンク         |
| 皇たお     | すめらぎたお | たお様     | 赤             |
| 加藤ひかり | かとうひかり | ひかりん   | 紫             |

## 作品

### 楽曲一覧
- 咆哮デイズ

## 略歴

### 2020年
- アパレルブランド狐音日和と所属事務所フレオの業務提携によりアイドルグループ「狐音日和」を立ち上げる
- 8月25日、スターティングメンバ―「松井ななせ」を発表

### 2021年
- 3月22日、解散